# 安德魯·希尼
安德魯·馬克·希尼（英語：Andrew Mark Heaney，1992年12月12日—），為美國職棒大聯盟的投手，目前效力於匹茲堡海盜，他先前曾效力於馬林魚、天使、洋基、道奇與遊騎兵等隊。2012年美國職棒大聯盟選秀，他在第一輪第9順位被馬林魚隊選走。後來他在2014年登上大聯盟，2015年被交易到天使隊。

## 職業生涯

### 邁阿密馬林魚
馬林魚在2012年大聯盟選秀會上於首輪第9順位選進希尼，希尼最終以260萬美元與球隊簽約。
2013年他從高階1A起步，並於季中升上2A。2014年開季沒多久就升上3A，並在6月19日升上大聯盟。他在初登板先發6局僅失1分，不過球隊最終0比1敗北，希尼吞下首敗。

### 洛杉磯天使
2014年12月10日，馬林魚隊將希尼、Chris Hatcher、奧斯汀·巴恩斯和安立奎·赫南德茲等人交易到道奇隊，換來丹·哈倫、迪伊·高登和米格爾·羅哈斯。結果5小時後，道奇隊就將希尼交易到天使隊，換來霍伊·肯德瑞克。
2015年，由於天使隊投手傷兵不斷，因此希尼被叫上大聯盟支援。這年他拿下6勝4敗，三振保送比為2.79。
2016年，希尼成為了球隊的2號先發。但是他在球季首場先發就因為手肘不舒服退場，他也在那場比賽投了6局失4分。4月30日，希尼接受左手肘進行高濃度血小板血漿注射，因此休息了6週。6月28日，希尼再次感到手肘不適，因此休息天數持續延長。7月1日，他因為進行湯米·約翰手術導致球季報銷。整年他就僅出賽那麼一場比賽，隔年他拿下1勝2敗，防禦率7.06。
2018年6月5日，希尼在他生日這天投出1安打完封勝。他成為天使隊該年唯一一位先發滿30場比賽的投手，不過他只拿下9勝10敗，防禦率4.15。
2019年，希尼已成為球隊的1號先發。不過他在春訓時又因為手肘發炎而錯過開季，3月底他又再次進入傷兵名單。7月6日，希尼在隊友泰勒·史凱格斯意外猝逝後先發。為了致敬他的隊友，他在比賽中第一球特別投出史凱格斯擅長的曲球。最後他在這年拿下4勝6敗，防禦率4.91。
2020年，希尼成為開幕戰先發。這年他先發12場比賽，拿下4勝3敗。

### 紐約洋基
2021年7月30日，希尼被交易到洋基，天使換來詹森·瓊克和艾維斯·佩奎羅。

## 技術特點
希尼的球路主要有三種：均速約92英里的四縫線速球、均速約80英里的曲球和均速約84英里的變速球。

## 外部連結
- 球員資訊和成績在MLB ，ESPN ，Retrosheet ，Baseball Reference ，Baseball Reference (Minors) ，Fangraphs ，The Baseball Cube （英文）
- 安德魯·希尼的X（前Twitter）